# Spitzbergweg

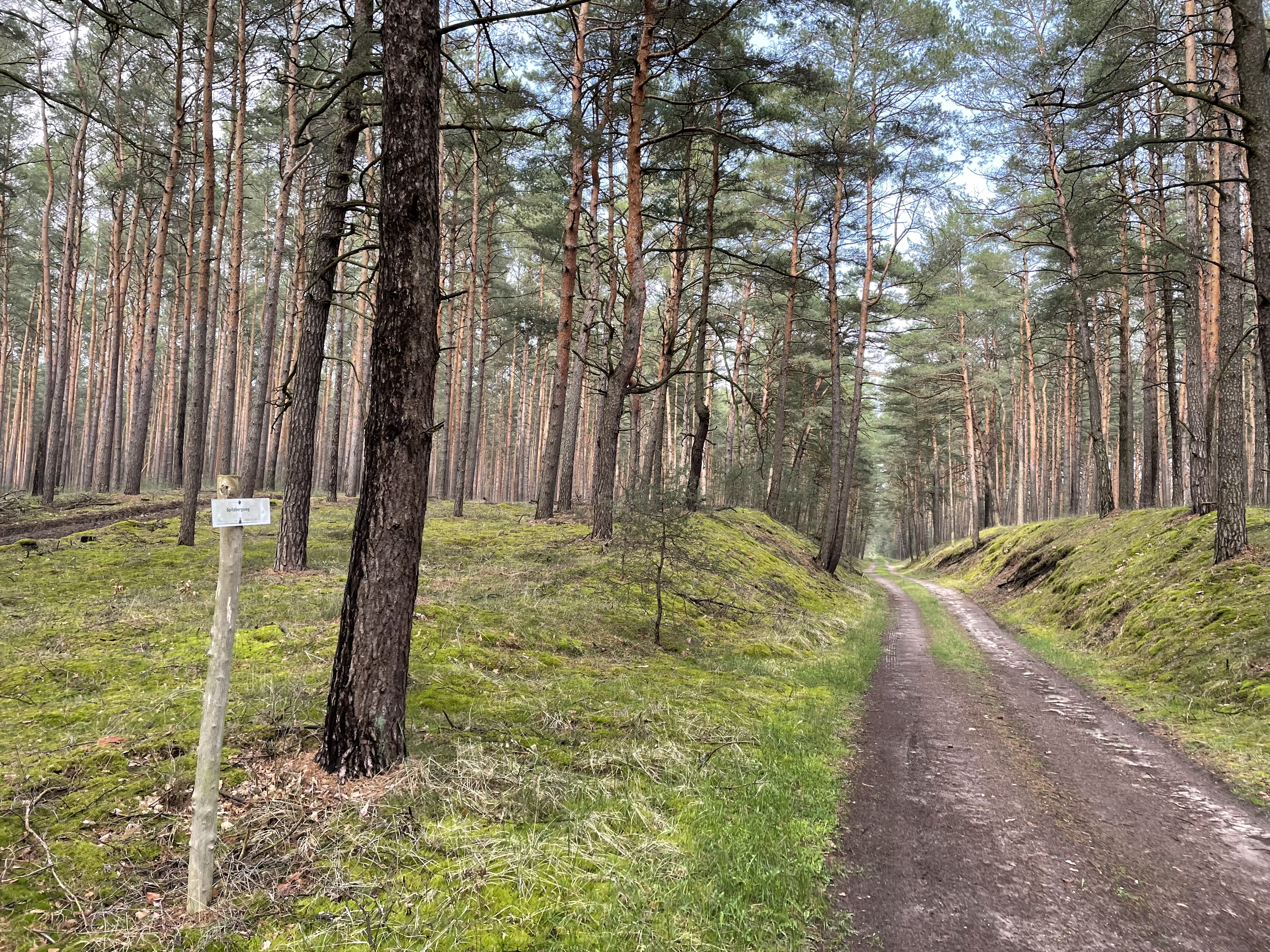
Spitzbergweg bei Berkenbrück

Der Spitzbergweg ist ein rund 11,1 km langer Wanderweg und Teil des FlämingWalks. Er erschließt im Naturpark Nuthe-Nieplitz die beiden Ortsteile Ruhlsdorf und Berkenbrück sowie das Naturschutzgebiet Bärluch im Landkreis Teltow-Fläming im Land Brandenburg.

## Verlauf
Zwar handelt es sich um einen Rundweg, im Kartenmaterial des FlämingWalks ist dennoch ein Parkplatz an einer Gaststätte in Ruhlsdorf als Ausgangspunkt angegeben. Von dort führt der Weg in nordwestlicher Richtung aus dem Ort und passiert eine nördlich liegende Kiesgrube. Im weiteren Verlauf befindet sich im südwestlichen Bereich eine Niederungsfläche, die durch den Berkenbrücker Schöpfwerksgraben entwässert wird. Der Wanderweg erreicht ein Wildgehege, das durch den 4,1 km langen Wildgehegeweg – ebenfalls ein Teil des FlämingWalks – ebenfalls erschlossen wird. Der Spitzbergweg führt in den Ort hinein und in nordöstlicher Richtung wieder aus ihm heraus. Westlich befindet sich in einem Waldgebiet der 88,7 Meter hohe, namensgebende Spitzberg, der jedoch nicht vom Wanderweg erfasst wird. Dieser verläuft weiter in nordöstliche Richtung, erreicht das Naturschutzgebiet Bärluch und führt von dort in südöstlicher Richtung nach Ruhlsdorf zurück.

## Länge, Ausgestaltung und Beschilderung

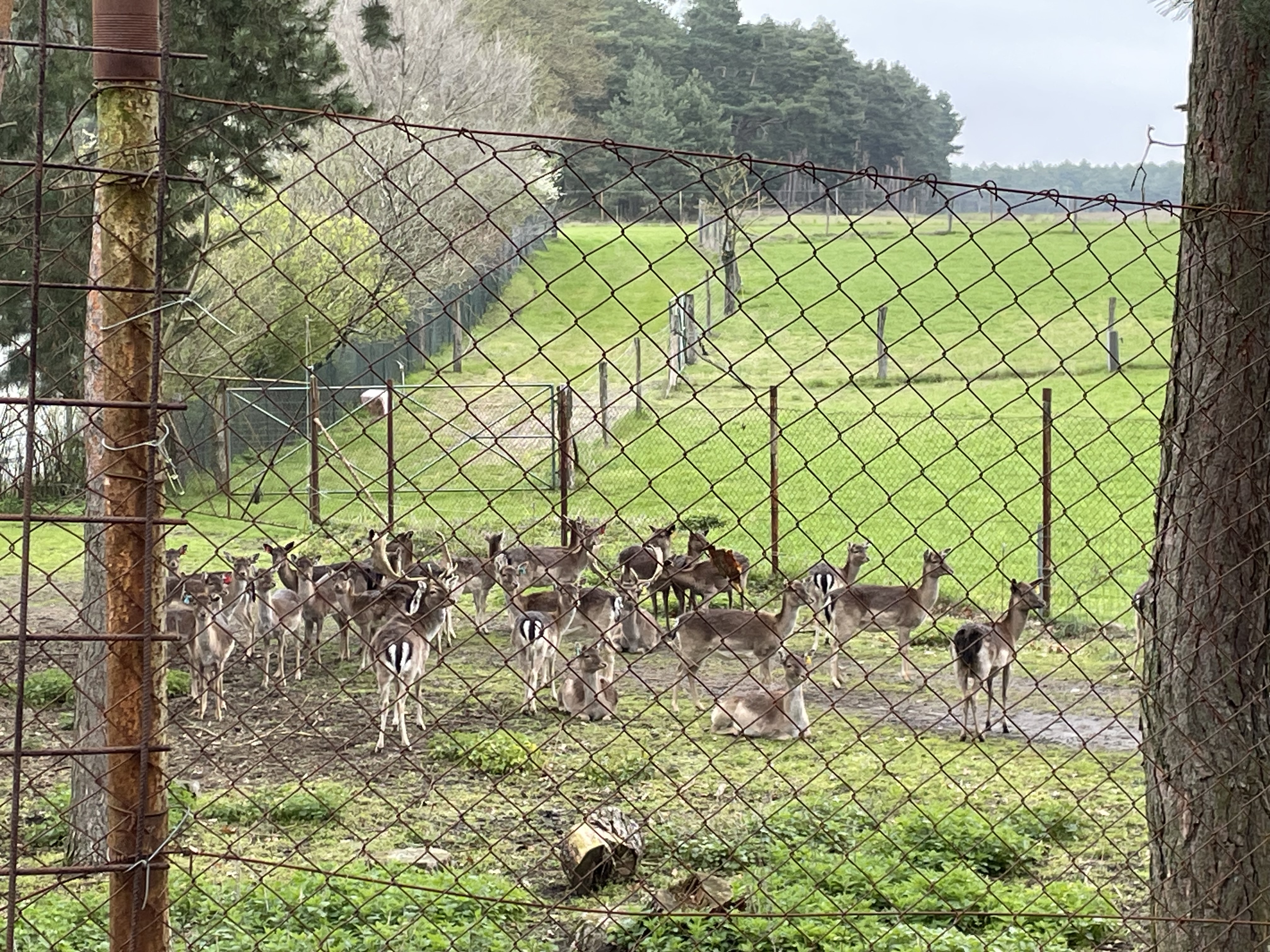
Wildgehege bei Berkenbrück

Die Gemeinde Nuthe-Urstromtal gibt auf ihrer Webseite eine Gesamtlänge von 11,1 km an. an. Die Strecke führt zu rund 66 % durch Wald, rund 28 % durch Feld- und Wiesenlandschaft sowie auf rund 6 % über asphaltierte Oberflächen. Der Weg ist im Kartenwerk mit der Nummer 25 ausgezeichnet und mit einem dunkelblauen Balken auf weißem Grund markiert.